# Бастау (Таскалинський район)
Баста́у (каз. Бастау) — село у складі Таскалинського району Західноказахстанської області Казахстану. Входить до складу Достицького сільського округу.
У радянські часи село називалось Вавіліно.
Населення — 72 особи (2021; 128 у 2009, 156 у 1999, 213 у 1989).